# التقارب العظيم

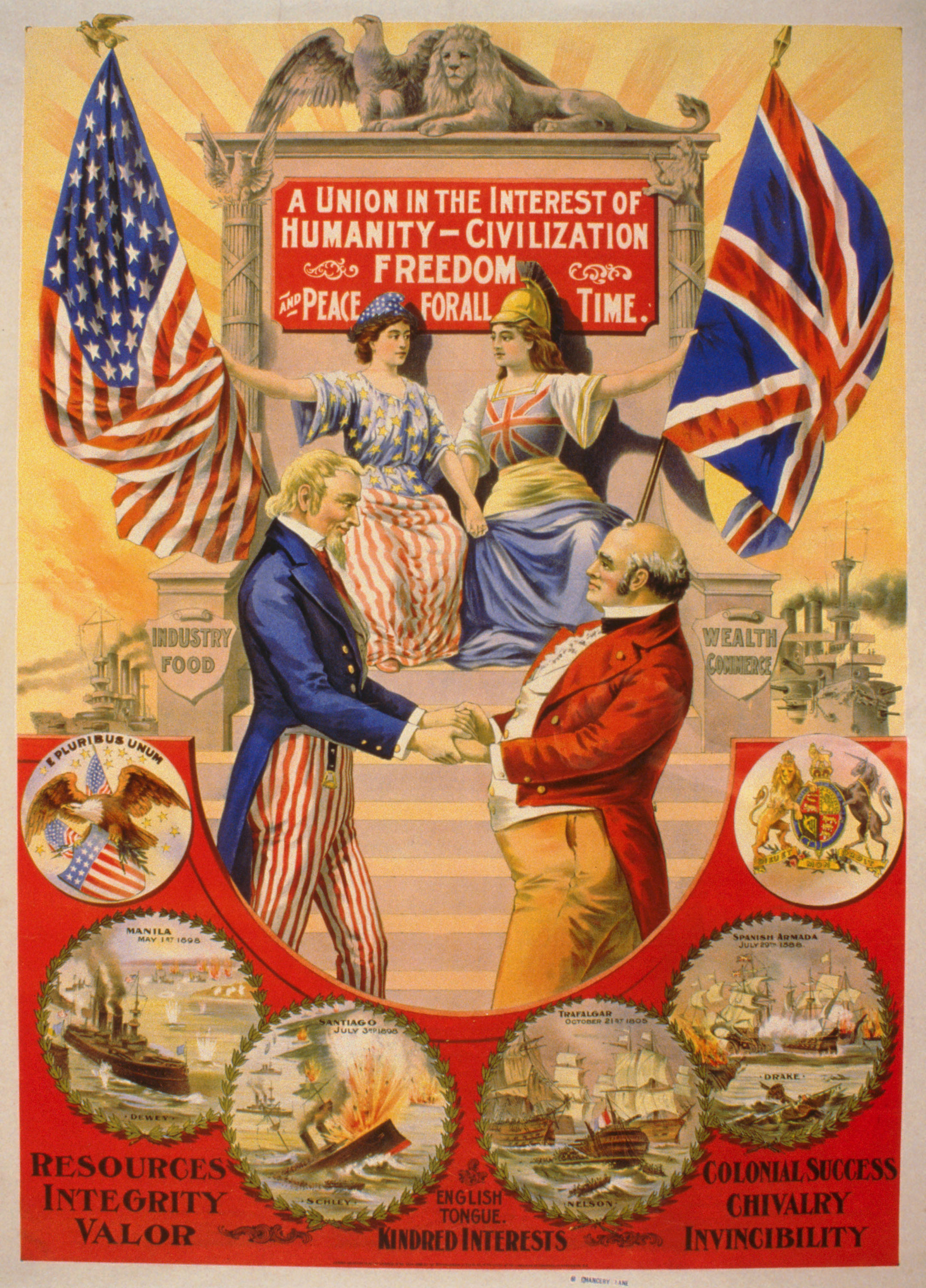
العم سام يحتضن جون بل، بينما تمسك كل من بريتانيا وكولومبيا يدهما وتجلسان معًا في الخلفية في مصلق ترويجي لمعرض الولايات المتحدة وبريطانيا العظمى الصناعي (1898).

يصف التقارب العظيم، وفقًا للمؤرخين بمن فيهم برادفورد بيركنز، تقارب الأهداف الدبلوماسية والسياسية والعسكرية والاقتصادية بين الولايات المتحدة وبريطانيا من الأعوام 1895 حتى 1915، أي العقدين حتى بداية الحرب العالمية الأولى.
لوحظ التقارب من قبل رجال الدولة والعلماء في ذلك الوقت، ولكن مصطلح «التقارب الكبير» للإشارة إلى ظاهرة تاريخية مميزة، ربما يكون قد صاغه المؤرخ الأمريكي للعلاقات الأنجلو أمريكية برادفورد بيركنز في دراسته لعام 1968 عن تلك الفترة، التقارب الكبير: إنجلترا والولايات المتحدة 1895–1914. يعزو بيركنز التقارب إلى الطموحات الإمبريالية المتزايدة في الولايات المتحدة، والانسحاب البريطاني من نصف الكرة الغربي للتركيز على مستعمراتها الأفريقية والتهديد البحري من القيصرية الألمانية، والتصنيع والتكامل الأمريكي في الاقتصاد المالي العالمي.

## الخلفية

### معاداة الإنجليز الأمريكية
كانت المشاعر الأمريكية تجاه إنجلترا والإمبراطورية البريطانية سلبية بشدة في معظم القرن التاسع عشر. بلغت العداوة بين الدولتين، مدفوعة إلى حد كبير من الجانب الأمريكي، ذروتها وسط الحرب الأهلية الأمريكية وقضية ترينت. وعقب عام 1872 وتسوية مطالبات ألباما، تراجعت الأعمال العدائية المباشرة. ومع ذلك، أدت حوادث أخرى، مثل رسالة مورشيسون والنزاعات الحدودية وحقوق الصيد بين أمريكا وكندا البريطانية، إلى إثارة الاستياء الشعبي الأمريكي المستمر تجاه البريطانيين. اعتبر الأمريكيون بريطانيا «عدوهم الطبيعي» و«الشرير الرئيسي»، مع اعترافهم بتقارب ثقافي وسياسي أقرب مما هو مع دول أوروبا القارية.

### التصنيع الأمريكي
تضاءلت الفروق الاجتماعية والاقتصادية الأساسية بين الولايات المتحدة الزراعية والانعزالية والإمبراطورية البريطانية الصناعية بسرعة عقب عام 1865. خرجت الولايات المتحدة من الحرب الأهلية قوةً صناعية كبرى مع التزام متجدد بحكومة اتحادية أقوى على عكس حكومة يحكمها ولايات فردية، مما يسمح بالمشاركة في التوسع الإمبريالي والعولمة الاقتصادية. وبالتالي، أدى عصر إعادة الإعمار بعد الحرب إلى إنشاء أو توسيع الشبكات الجيوسياسية والتجارية الأنجلو أمريكية.

### النزاع الحدودي الفنزويلي 1895
في عام 1895، نشر سفير الولايات المتحدة السابق في فنزويلا ويليام ليندسي سكراجز، الذي كان يعمل كعضو ضغط للحكومة الفنزويلية، كتاب «العدوان البريطاني في فنزويلا: مبدأ مونرو عند المحاكمة»، وزعم أن بريطانيا سعت إلى توسيع مطالبتها الإقليمية في غيانا البريطانية لدمج مستجمعات المياه في نهر أورينوكو. دعا الكونغرس الجمهوري، بقيادة السناتور هنري كابوت لودج، إلى تطبيق أمريكي قوي لمبدأ مونرو. وافق الرئيس كليفلاند ووزير الخارجية ريتشارد أولني، واعتمدَا تفسير أولني للعقيدة وأكدوا السلطة الأمريكية للتحكيم في جميع النزاعات الحدودية في نصف الكرة الغربي. قد يكون قبول كليفلاند قد تأثر أيضًا باعتماد حزبه على الناخبين الأيرلنديين الأمريكيين.

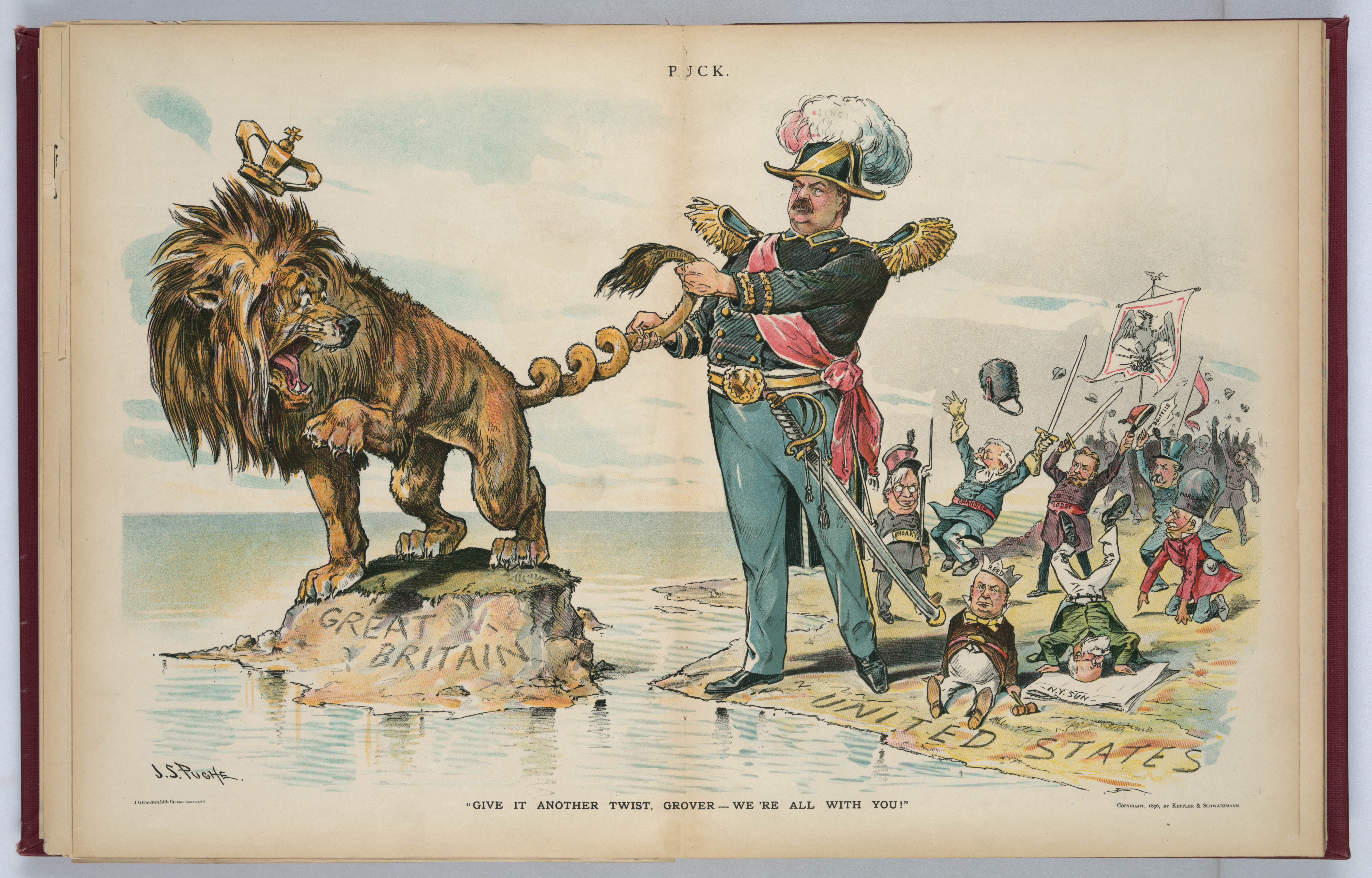
الرئيس غروفر كليفلاند يلوي ذيل الأسد البريطاني على فنزويلا بينما يهتف له الكونغرس الجمهوري.

بتوجيه من وزير الدولة للمستعمرات جوزيف تشامبرلين، رفض مجلس الوزراء البريطاني برئاسة اللورد ساليسبوري كلًا من قابلية تطبيق مبدأ مونرو وصلاحيته القانونية وأكدت أن بريطانيا قوة إمبريالية في الأمريكتين. رد كليفلاند بالمثل، فأنشأ لجنة تحقيق لتحديد الحدود الحقيقية وصرح علنًا أن إدارته ستستخدم «كل ما في وسعها» لمنع التوسع البريطاني في الأراضي الفنزويلية.
تم نزع فتيل التوترات جزئيًا بسبب تأثير المصالح التجارية، التي كانت تخشى الحرب بين القوى. وافق مجلس الوزراء البريطاني على التقرب من الأمريكيين دبلوماسيًا، ووقعت بريطانيا العظمى وفنزويلا اتفاقية تحكيم عام 1896. في النهاية، منحت لجنة التحكيم بريطانيا عام 1899 تسعين بالمائة من الأراضي المتنازع عليها. أدى حل الأزمة من خلال التحكيم (بدلًا من الحرب) وإنشاء حرية تدخل الولايات المتحدة في الأمريكتين إلى تخفيف التوترات البريطانية الأمريكية.

### قاعدة الذهب وانتخاب 1896

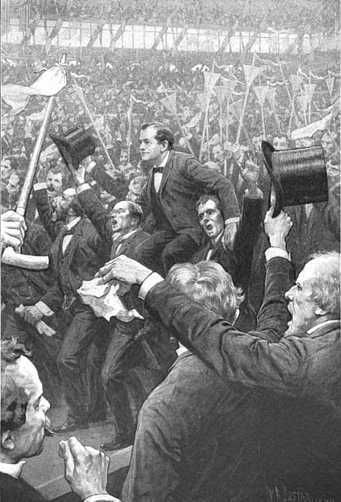
أدى ترشيح وليام جيننغز بريان للرئاسة عام 1896 إلى إثارة قلق المصالح البريطانية، التي رأت أن معارضته لقاعدة الذهب تشكل تهديدًا لأنظمة التجارة والتمويل الدوليين التي تتخذ من لندن مقرًا لها.

قد يكون قبول بريطانيا للتفاوض والتحكيم في الأزمة الفنزويلية متأثرًا برغبتها في تجنب التفاوض مع وليام جيننغز بريان، المرشح البارز لمنصب رئيس الولايات المتحدة في عام 1896.
كانت سياسة العملة الأمريكية قضية محلية مهيمنة طوال القرن التاسع عشر مع مسحة دولية. بشكل عام، كانت المصالح المصرفية، التي كانت تتركز بشكل كبير في لندن، تفضل قاعدة الذهب الانكماشي بينما فضلت المصالح الزراعية والتعدين سياسة الفضة نظام المعدنين التضخمية أو سياسة الفضة الحرة تمامًا لتقليل أو محو الديون الاسمية. كان لسلامة الدولار الأمريكي أيضًا تداعيات على الوصول إلى التجارة الدولية، والتي سيطر عليها الجنيه الإسترليني المدعوم بالذهب والمارك الألماني. لذلك دعت العديد من مصالح التصنيع الأمريكية إلى «العملة السليمة»، بمعنى إما قبول معيار الذهب الدولي أو ثنائية المعدن المشروط باتفاق دولي.
فاز الشعبوي وليام جيننغز بريان بترشيح الحزب الديمقراطي للرئاسة عام 1896 على منصة تعارض صراحة حجة العملة السليمة. بالقرب من ختام خطابه الشهير خطاب صليب الذهب، اتهم بريان إنجلترا مباشرة بالتدخل في السيادة الاقتصادية الأمريكية وصياغة نظام المعدنين الصريح دون موافقة دولية كبديل قومي:
ردد الشعبويون البيرانيون الآخرون، بما في ذلك جون بيتر ألتجيلد وويليام هوب هارفي وماري إليزابيث ليس، هذا الموضوع في خطاباتهم، مما أثار قلق الرأي العام البريطاني. في كتابه مدرسة كوين المالية الصادر عام عام 1894، ذهب هارفي إلى حد القول بأن الإبادة الكاملة للاسم الإنجليزي من على وجه الكوكب ستكون شائعة وعادلة.
ومع ذلك، خسر بريان الانتخابات لويليام ماكينلي، مما مهد الطريق لأربعة عشر عامًا من الحكم الجمهوري بالإجماع. بعد فترة وجيزة، أنهى حمى ذهب كلوندايك، وهو مؤتمر دولي أخير فاشل، والاعتماد القانوني لقاعدة الذهب الأمريكي الخالص في عام 1900 بشكل فعال قضية العملة، وبالتالي تأمين القروض البريطانية في الولايات المتحدة ووضع البلدين على نفس الشروط التجارية. بالتالي، أدى حل قضية العملة أيضًا إلى إعادة تنظيم رأي الحزب الجمهوري لصالح البريطانيين في مطلع القرن، مما مهد الطريق للتقارب في ظل الرؤساء الجمهوريين المتعاقبين.

## الرؤساء ورؤساء الوزراء خلال الفترة
بينما هيمن الحزب الجمهوري على هذه الفترة في الولايات المتحدة، انقسمت الحكومة البريطانية بين حزب المحافظين (1895–1905) والحزب الليبرالي (1905–1916). صار الحزب الجمهوري أكثر مودةً بشكل ملحوظ تجاه بريطانيا خلال هذه الفترة، في حين أن التحول من حكومة المحافظين إلى الحكومة الليبرالية كان لصالح الولايات المتحدة في لندن.

### دبلوماسيون رئيسيون آخرون

#### وزراء الخارجية البريطانية
إيرل كيمبرلي (1895)

ماركيز ساليسبوري (1895-1900)

مركيز لانسداون (1900–05)

السير إدوارد غراي (1905–16)

#### السفراء البريطانيون في الولايات المتحدة
جوليان بونسفوت (1895–1902)

مايكل هنري هربرت (1902–03)

مورتيمر دوراند (1903–06)

جيمس بريس (1907–13)

سيسيل سبرينغ رايس (1913-18)

#### وزراء خارجية الولايات المتحدة
ريتشارد أولني (1895–97)

جون شيرمان (1897-98)

وليام آر داي (1898)

جون هاي (1898–1905)

إليهو روت (1905–09)

روبرت بيكون (1909)

فيلاندر سي نوكس (1909–13)

وليام جيننغز بريان (1913-15)

روبرت لانسينغ (1915–20)

#### سفراء الولايات المتحدة لدى بلاط سانت جيمس
توماس ف. بايارد (1895-1897)

جون هاي (1897-98)

جوزيف هودجز تشووت (1899–1905)

وايتلو ريد (1905-12)

والتر هاينز بيج (1912-1919)

## التقارب

### معاهدة معاهدة أولني باونسفوت
بعد وقت قصير من اتفاق التحكيم في الأزمة الفنزويلية، توصل الوزير أولني والسفير باونسفوت إلى اتفاق لتسوية جميع النزاعات الأخرى بين الولايات المتحدة وبريطانيا العظمى عن طريق التحكيم. تمت الموافقة على المعاهدة من قبل الرئيس كليفلاند خلال جلسة البطة العرجاء وقدمها إلى الكونفرس بدعم من العديد من الأكاديميين ودعاة السلام، لكن مجلس الشيوخ الأمريكي رفضها بشدة.

### الحرب الأمريكية الأسبانية
في المراحل الأولى من الحرب الإسبانية الأمريكية لعام 1898، كان الاعتقاد السائد في الولايات المتحدة، الذي أشعله السفير جون هاي والصحفيين الليبراليين مثل وليام توماس ستيد، هو أن الجمهور البريطاني وقف إلى جانب الثوار الكوبيين ضد الحكم الاستعماري الإسباني. ومع ذلك، كانت المواقف داخل وزارة ساليسبوري أكثر برودة. لقد عارض الموقف المحافظ الثورة المناهضة للاستعمار كقاعدة، وكانت بريطانيا قد فضلت في السابق السيطرة الإسبانية على كوبا لحماية التجارة المستقرة في منطقة البحر الكاريبي. كان الاستثناء بين مجلس الوزراء هو تشامبرلين (الوحدوي الليبرالي وليس المحافظ)، الذي ألقى خطابات تدعم التدخل الأمريكي واقترح بشكل خاص تحالفًا مباشرًا مع هاي.

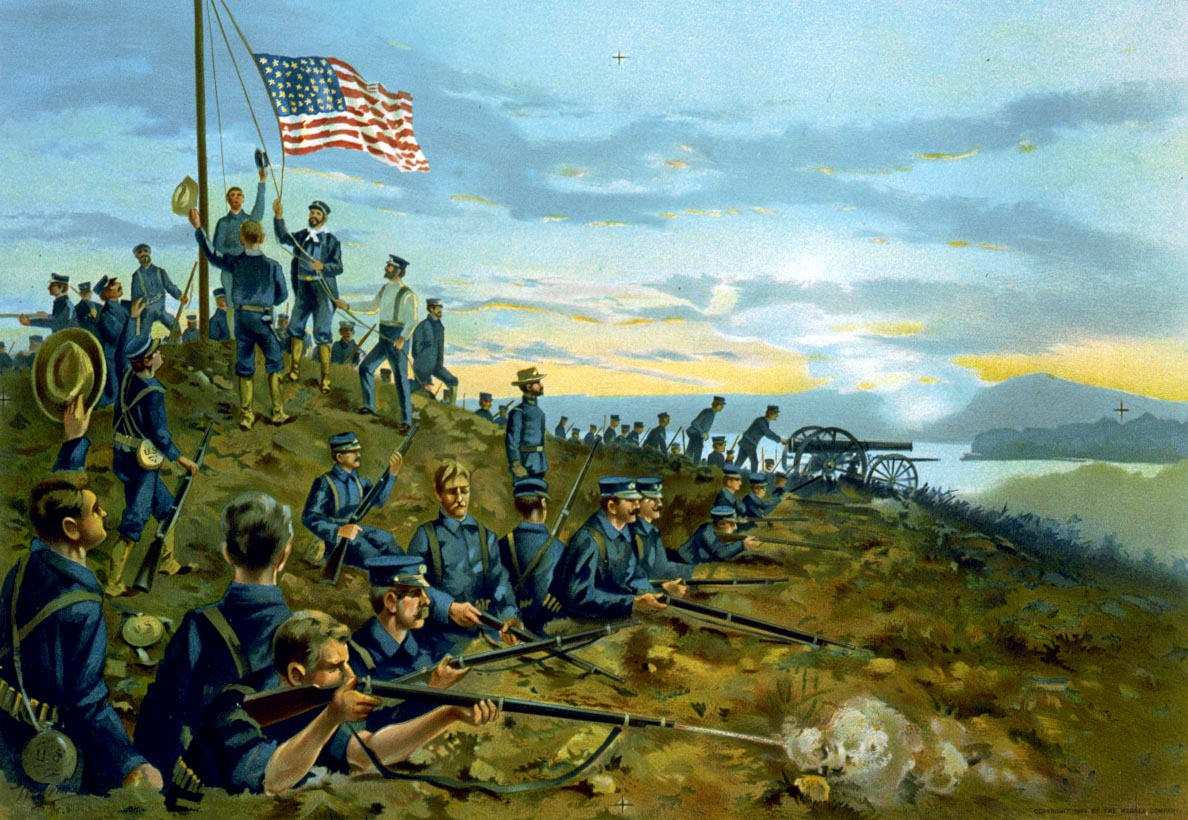
لعبت السياسة البريطانية المتمثلة في عدم التدخل والدعم الضمني في الحرب الأمريكية الإسبانية دورًا حاسمًا في الصراع البحري إلى حد كبير وشكلت نقطة تحول في العلاقات الدبلوماسية بين البلدين.

ومع ذلك، تسبب نشر السفير جوليان بونسفوت نشر رسالة De Lôme (حيث اقترح السفير الإسباني أن بريطانيا العظمى ترغب في الحرب مع الولايات المتحدة، مما أثار غضب حكومة ساليسبوري) وغرق USS Maine، في جعل السفير جوليان بونسفوت يسارع للتعبير عن تعاطف بريطانيا مع الأمريكيين. ظلت معظم القوى الأوروبية بمعزل عن الصراع، خوفًا من الانتقام الأمريكي، لكنها حثت علنًا على السلام. على النقيض من ذلك، سعت وزارة ساليسبوري سرًا للحصول على موافقة شخصية من ماكينلي قبل الحث على السلام وذهبت إلى حد التعجيل ببيع طرادات إلى الولايات المتحدة كجزء من جهود التعبئة. بناءً على اقتراح هاي، قدم السناتور هنري كابوت لودج إجراءً تصالحيًا متبادل لدفع قرار تحكيم لبريطانيا محتجز منذ فترة طويلة. وعقب اعتراض السفير بونسفوت وبدعم من تشامبرلين، أصدر آرثر بلفور (بصفته وزير الخارجية في غياب عمه) تعليمات بسياسة عدم التدخل الصارم. ميز هذا التساهل الشديد تجاه العمل الأمريكي بريطانيا عن القوى الأوروبية الأخرى وكان حاسمًا بشكل خاص في النصر الأمريكي السهل، في ضوء التفوق البحري البريطاني.
في بعض الأحيان، يتخطى الجواز الرسمي الدعم المادي أو المعنوي. خلال حرب ال90 يومًا، باعت بريطانيا الفحم إلى البحرية الأمريكية وسمحت للجيش الأمريكي باستخدام كابلات الاتصالات البحرية البريطانية. وحين أبحر أسطول العميد البحري جورج ديوي من ميناء هونغ كونغ متجهًا إلى مانيلا في بداية الحرب، هتف الجنود والبحارة البريطانيون في المرفأ لهم علانية.
لاحظ أوتو فون بسمارك الحرب، في الأشهر الأخيرة التي سبقت وفاته، واعتبر أن أهم حدث في القرن العشرين سيكون «حقيقة أن الأمريكيين الشماليين يتحدثون الإنجليزية».
خرجت الولايات المتحدة من الحرب كقوة إمبريالية لها ممتلكات في جميع أنحاء العالم، ولها اهتمام خاص بمقاربات ما أصبح في عام 1914 قناة بنما. في الوقت نفسه، كانت الإمبراطورية البريطانية تتعرض لضغوط متزايدة من نمو اقتصاد القيصرية الألمانية والبحرية، وكانت تقلل من الصراعات المحتملة على أطرافها للتركيز على التهديد المتزايد عبر بحر الشمال.

### حرب البوير الثانية
رفضت واشنطن تقديم الدعم للبوير خلال حرب البوير الثانية.

### دعوات الاتحاد
بحلول عام 1901، دعا العديد من البريطانيين ذوي النفوذ إلى علاقة أوثق بين البلدين. حتى أن دبليو تي ستيد اقترح في ذلك العام في كتابه «أمركة العالم» أن يندمج كلاهما لتوحيد العالم الناطق بالإنجليزية، لأن القيام بذلك سيساعد بريطانيا «على الاستمرار في أن تكون جزءً لا يتجزأ من أعظم دول العالم، وأن تكون ذات مكانة عليا في البحر وغير قابلة للتصدي على الأرض، ومتحررةً بشكل دائم من كل خوف من أي هجوم معاد، وقادرة على ممارسة تأثير لا يقاوم في جميع أنحاء هذا الكوكب.». شارك الأمريكي الإسكتلندي المولد أندرو كارنيغي الهدف بقوله لستيد، «نحن نتجه مباشرة إلى إعادة الولايات المتحدة.» مع تراجعت معاداة الإنجليز الأمريكية، أدركت لندن قيمة وجود حليف طويل الأمد من شأنه أن يمنع حدوث اضطراب في ميزان القوى البريطاني، وهو ما يبدو أن ألمانيا وروسيا تهددانه. بدت الولايات المتحدة وكأنها تتفهم وتتفق إلى حد ما مع تطلعات الإمبراطورية البريطانية، إن لم يكن دائمًا مع الأساليب المستخدمة في سعيها.

### الأزمة الفنزويلية 1902–03
كجزء من عملية التراجع الإمبراطوري، حلت بريطانيا نزاعًا حدوديًا بين كندا وألاسكا، وسحبت اعتراضاتها على قناة تسيطر عليها أمريكا في معاهدة هاي باونسفوت لعام 1901، ووافقت في عام 1902 على التحكيم في نزاع لتحصيل الديون مع فنزويلا.
بعد مغازلة بريطانية أخيرة لمخططات ألمانيا المعادية لأمريكا خلال الأزمة الفنزويلية بين عامي 1902 و1903، تبنت بريطانيا والولايات المتحدة بلا تحفظ خلال إدارة ثيودور روزفلت (1901-1909).[بحاجة لمصدر]

## التجارة
بالإضافة إلى التوافق الجيوسياسي الذي أحدثه التحول الأمريكي نحو الإمبراطورية، فقد حلت الولايات المتحدة وبريطانيا العظمى النزاعات التجارية طويلة الأمد خلال هذه الفترة.

### سياسة الباب المفتوح
اكتسب تبني بريطانيا لسياسة الباب المفتوح لجون هاي تجاه الصين الكثير من حسن النية على الجانب الغربي من المحيط الأطلسي وزاد من سرعة وتيرة التقارب بعد عام 1900.

### المعاملة بالمثل في كندا
لعبت البحرية الأطلسية دورًا مهمًا في تعزيز المصالحة عشية التقارب الكبير. أدى تعيين الجمهوري من ولاية ماساتشوستس وقطب الصيد إسحاق سي هول في عام 1890، وهو شخصية رئيسية في تطوير مفاهيم «المعاملة بالمثل الإقليمية»، كقنصل أمريكي في جزيرة الأمير إدوارد، إلى حث المحافظين على دعوات «معاملة الدومينيون بالمثل». ساهمت فكرة «المعاملة بالمثل الإقليمية» التي تم إنعاشها، والتي تميزت عن «معاملة الدومينيون بالمثل» من خلال إنشاء إدارة هاريسون للمادة 33 في معاهدة واشنطن لعام 1871، في مناقشات في الجمعية العامة الحادية والثلاثين لجزيرة الأمير إدوارد. بدأت هذه الصراعات بإلغاء الجمهوريين في مجلس الشيوخ الأمريكي عام 1885 لمواد مصايد الأسماك في معاهدة واشنطن، ورفض الجمهوريين في مجلس الشيوخ الأمريكي لمعاهدة بايارد تشامبرلين لعام 1888 (بعد إقرار قانون الانتقام)، والانتخابات الرئاسية الأمريكية عام 1888. أكد نيل ماكليود، زعيم المعارضة، أن أي اقتراح لـ«المعاملة بالمثل الإقليمية» من شأنه أن يضغط على «حكومة الدومينيون لتذهب إلى الجمهورية الأمريكية وتطلب منهم علاقات تجارية أفضل ... هذا سيُظهر للأمريكيين أننا كنا في مأزق شديد، وبدون بعض المساعدة منهم في شكل العلاقات التجارية، فإننا كنا تحت رحمتهم. أعتقد أنه عندما تكون هناك قضية مهمة، مثل مسألة العلاقات التجارية مع الولايات المتحدة، معلقة، فإن الهيئة التشريعية المحلية يجب أن تظل هادئة، وتدع حكومة الدومينيون تتحمل العبء.» كما نذر ماكليود بتعديلاته المقترحة على قرارات التجارة الليبرالية «التبادلية» قائلًا: «نأمل أن تؤدي المفاوضات إلى إقامة علاقات تجارية أكثر حرية بين البلدين، بما يتفق مع متطلبات الدومينيون وعلاقاتنا مع بريطانيا العظمى» وفي تفسيراته فترات التهدئة في مداولات «الاندماج» قال: «في السابق دعا أصدقاؤنا الليبراليون إلى التخلص من المجلس التشريعي، لكنهم لا يدعون إلى ذلك الآن في هذا المجلس. لن يرضي بعض أصدقائهم في الفرع الآخر من السلطة التشريعية.» أثبتت التعديلات على قرارات «المعاملة بالمثل» الليبرالية أنها أكثر إثارة للانقسام داخل صفوف المحافظين من سرديات أصول «الاندماج». ومع أن تسعة مندوبين محافظين (بالإضافة إلى ماكليود) صوتوا لصالح تعديلاته، فقد انضم ثلاثة إلى الكتلة الليبرالية لهزيمة المراجعات المقترحة.
وفي جزيرة الأمير إدوارد، لم تمنع تحديات المحافظين ضد «المعاملة بالمثل الإقليمية» مناصرة المحافظين لمعاهدات التجارة الأمريكية من خلال «مبدأ معاملة الدومينيون بالمثل» بدعم «إقليمي». على سبيل المثال، عندما اتهم مندوب ليبرالي المحافظين بمحاولة «الضغط على حكومة الدومينيون للتوصل إلى معاهدة مع الولايات المتحدة»، رد نيل ماكليود بالقول: «عندما تريد حكومة الدومينيون اتخاذ تدابير كبيرة، مثل معاهدة مع الولايات المتحدة، يعرف [المندوب الليبرالي] أنه سيتم تعزيزها من خلال تلك المساعدة، بدلًا من إضعافها بمساعدة البرلمانات المحلية. لا أقصد أن أقول إننا يجب أن نثير أي صعوبات وقائعية أو أي شيء من من هذا النوع، ولكن يجب علينا بأي حال من الأحوال أن نظهر لحكومة الدومينيون أننا في وفاق معهم عندما يكون لديهم حقًا إجراء حسن النية يقترحونه.» أصبحت السيادة التشريعية، بدلًا من التجارة الدولية والاقتصاد السياسي فقط، أمرًا حاسمًا للروايات الخيالية وغير الخيالية عن لم الشمل الأنجلو أمريكي وكذلك السياحة المزدهرة في نيو إنغلاند في الماريتيم الأطلسي.

## في الثقافة الشعبية
في The Moon Maid، تصور الكاتب الأمريكي إدغار رايس بوروس مستقبلًا ستشكل فيه الولايات المتحدة وبريطانيا تحالفًا عسكريًا وثيقًا وأنهما ستنتصران في حرب استمرت عقودًا ستخضعان جميع الدول الأخرى، وتوحدان العالم تحت حكمهما المشترك مع تحول واشنطن العاصمة ولندن عاصمتين كوكبيتين مشتركتين وأن يكون الرئيس الأمريكي والعاهل البريطاني هما الرئيسان المشتركان لهذه الدولة العالمية.[بحاجة لمصدر]
ألّف روديارد كبلينغ قصيدة عبء الرجل الأبيض لتشجيع المصالحة بين بريطانيا العظمى والولايات المتحدة باسم الإمبريالية الحضارية التعاونية.

## الحواشي
1. ↑  تسبب فيكونت كرنبورن عام 1902 في غضب ألمانيا حين كشف لاحقًا أن باونسفوت قد طلب سرًا إذن ماكينلي للانضمام إلى الدعوات الأوروبية من أجل السلام.